# 神威岳 (大樹町・浦河町)
神威岳（かむいだけ）は、北海道広尾郡大樹町と浦河郡浦河町とにまたがる標高1,600 mの山。日高山脈南部にあり、日高山脈襟裳十勝国立公園に属する。威風堂々とした山容で、日本三百名山に選定されている。

## 概要
語源はアイヌ語で神の山を意味する「カムイ・ヌプリ」から。山頂には二等三角点（点名「神居奴振」）が置かれている。南にあるソエマツ岳・ピリカヌプリと合わせて南日高三山と総称される。

## 登山ルート
元浦川林道の終点にあたる神威山荘からシュオマナイ川の渡渉を繰り返し、710 mの二股にある尾根取付点から急勾配の尾根を直登する。

## ギャラリー

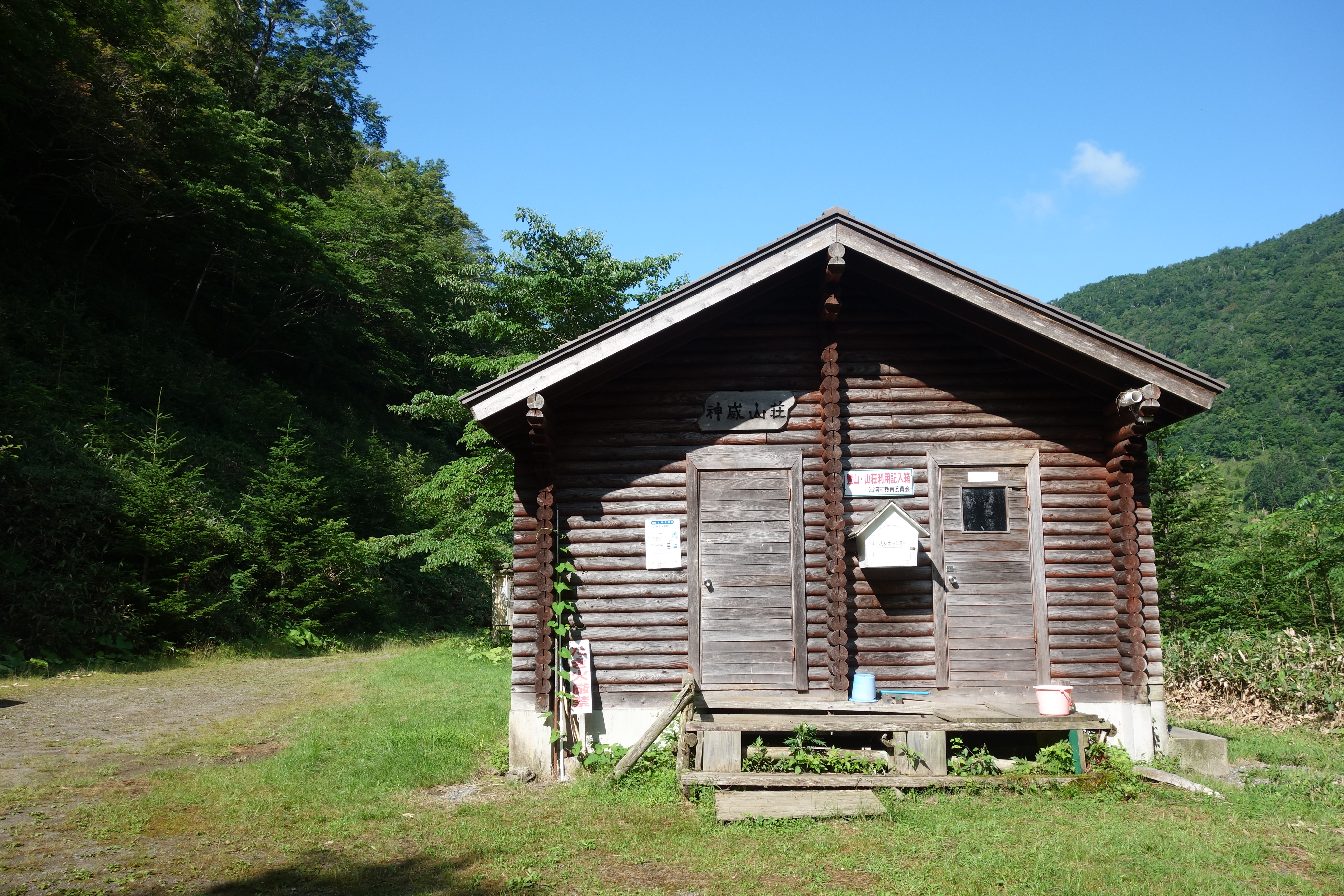
登山口の神威山荘
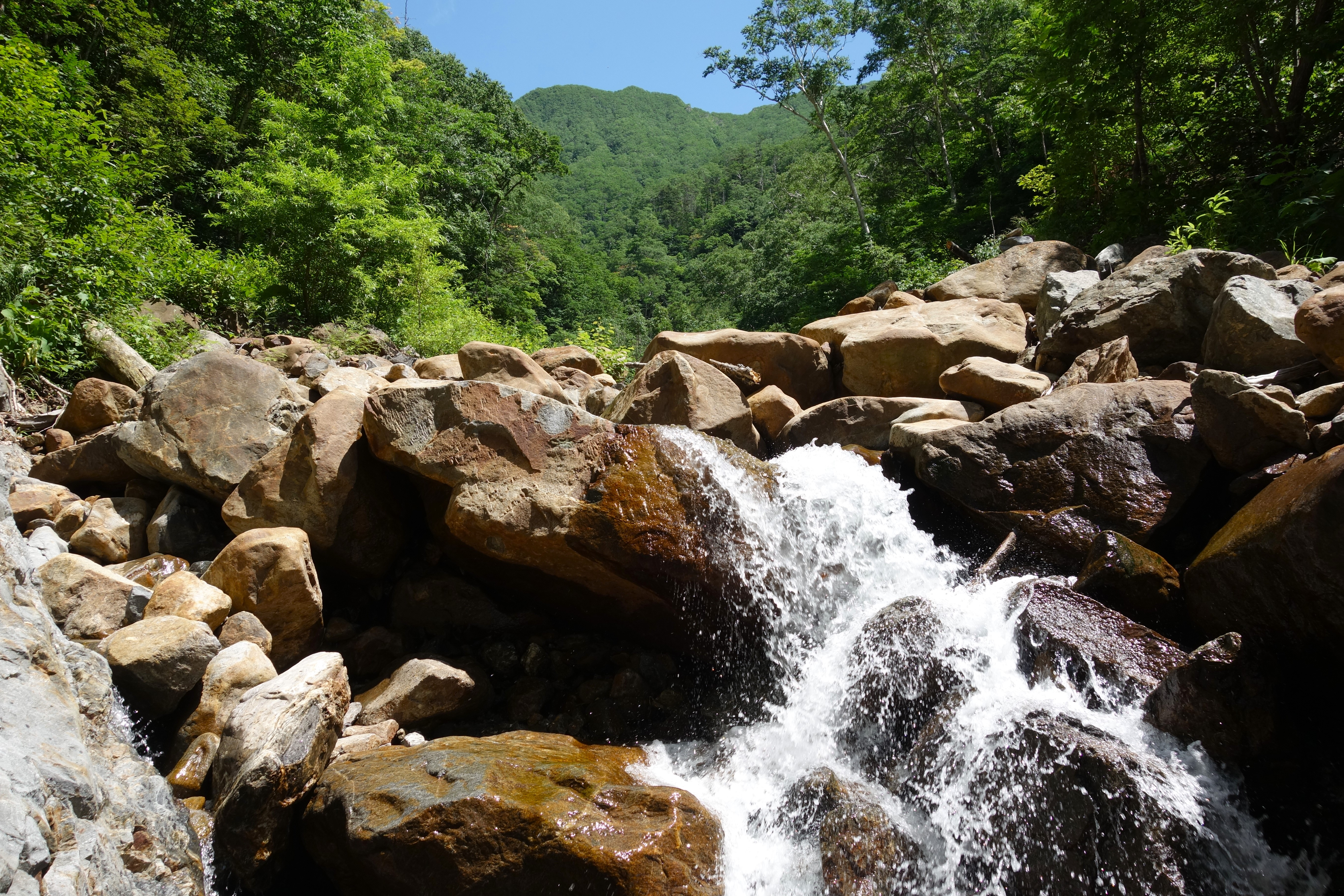
ニシュオマナイ川
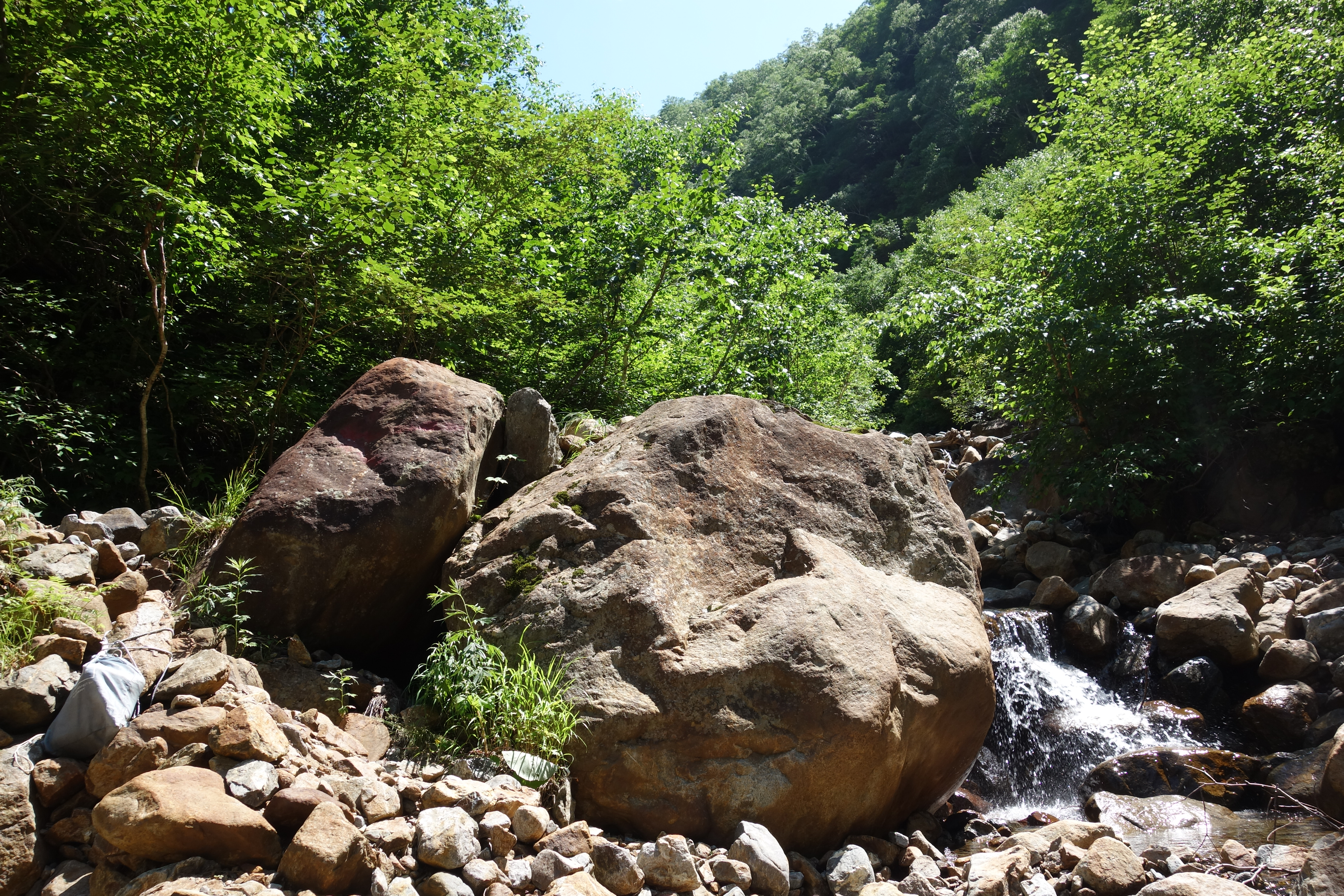
二股の尾根取付点
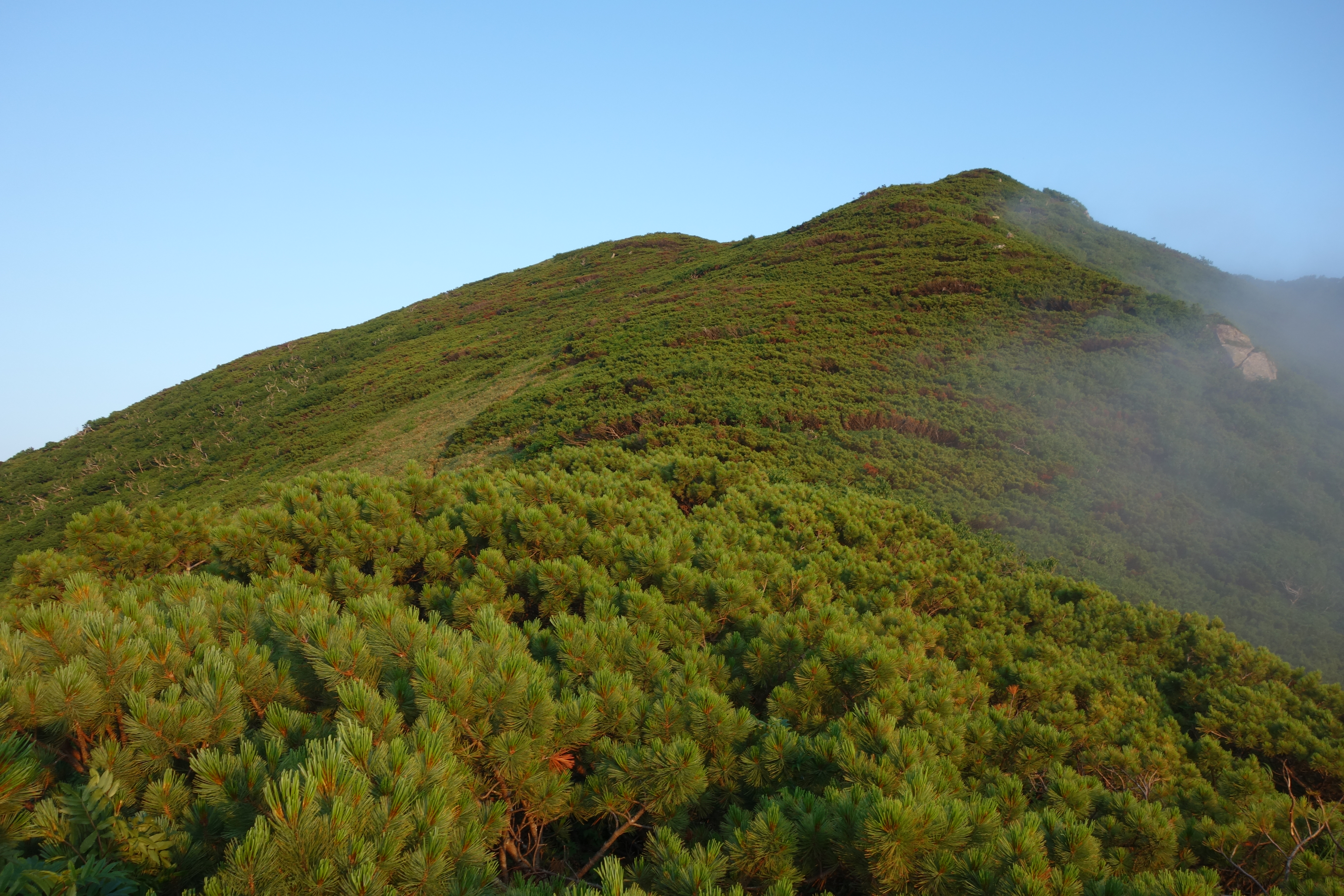
神威岳山頂直下
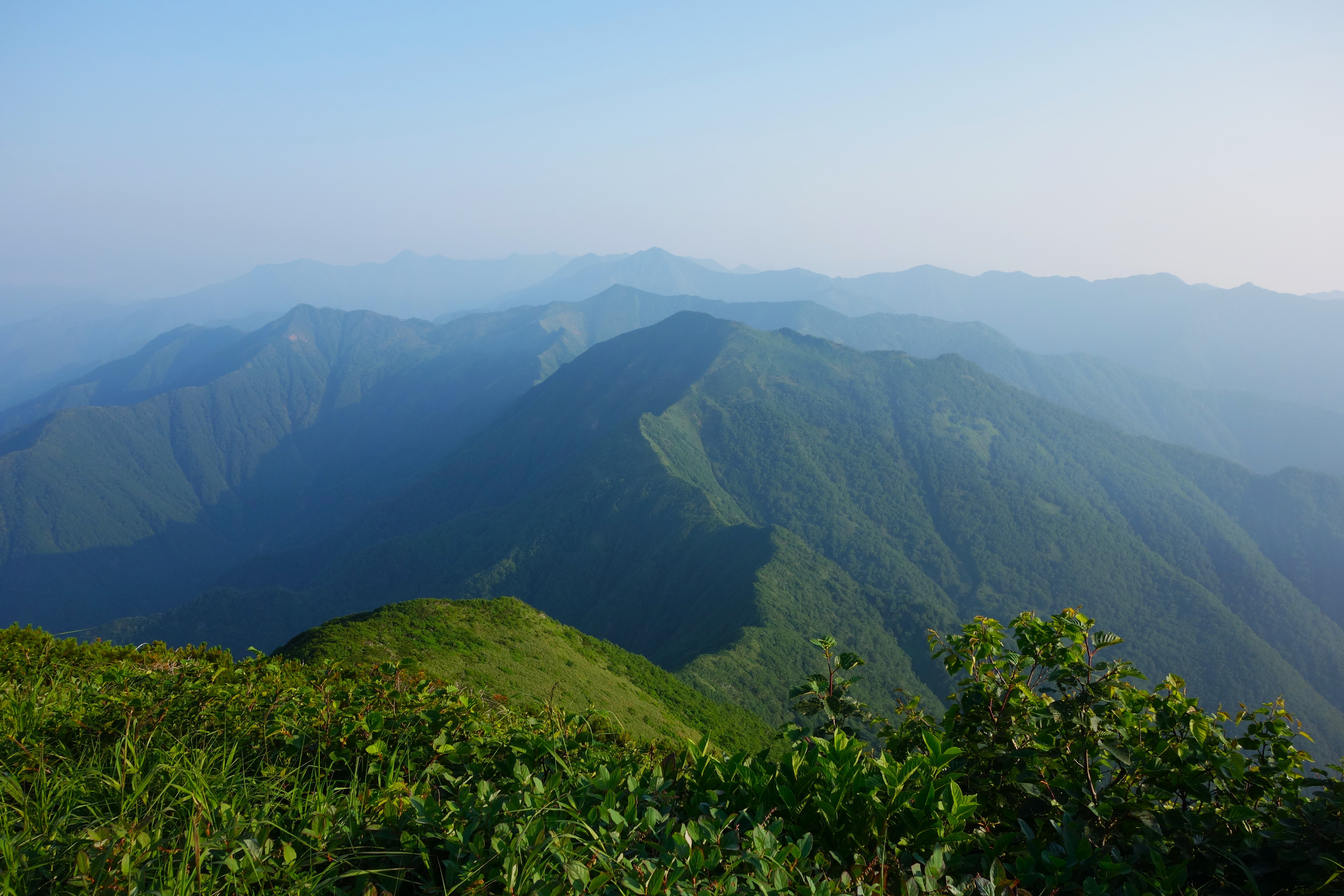
神威岳から北面のペテガリ岳
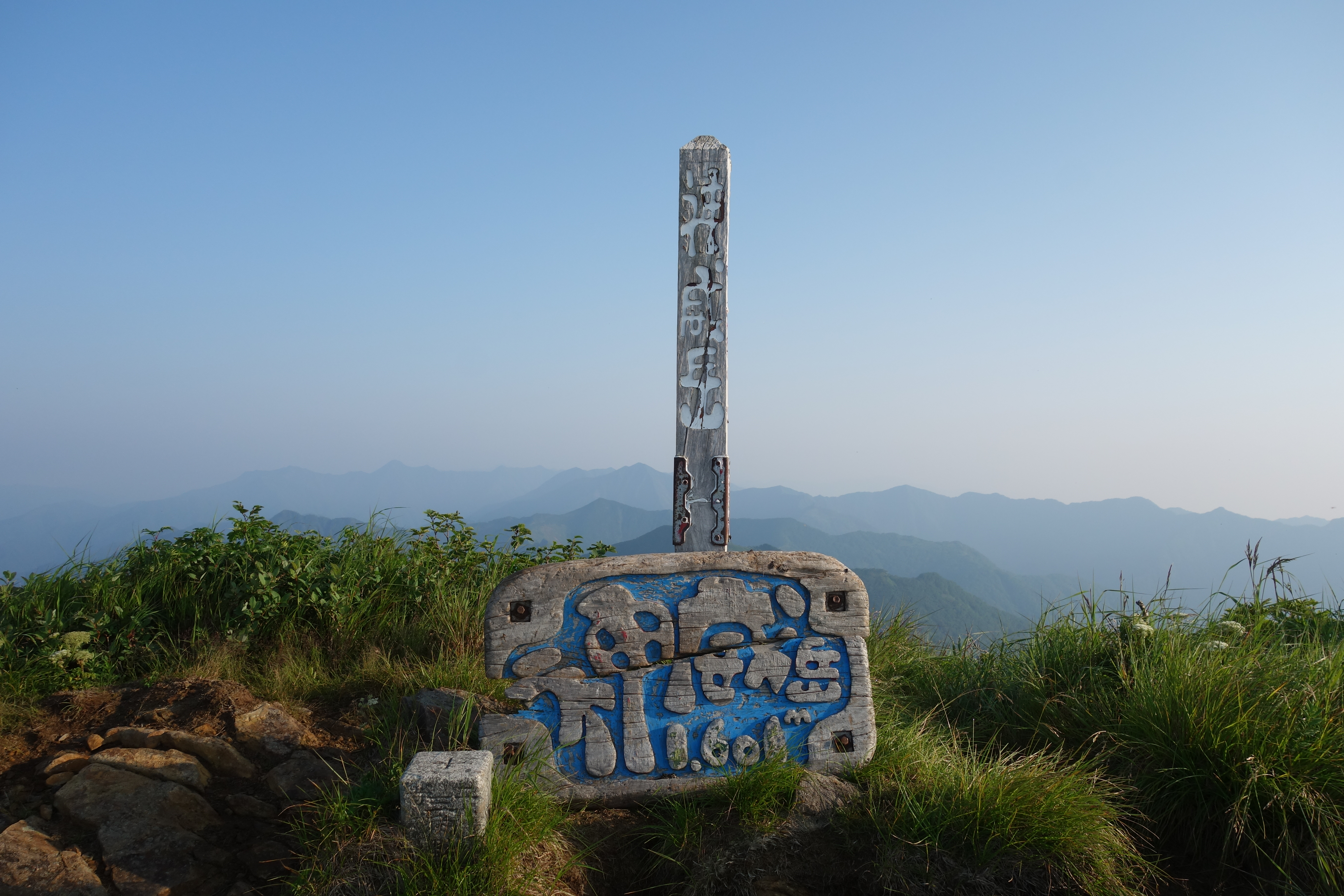
神威岳山頂

## 近隣の山

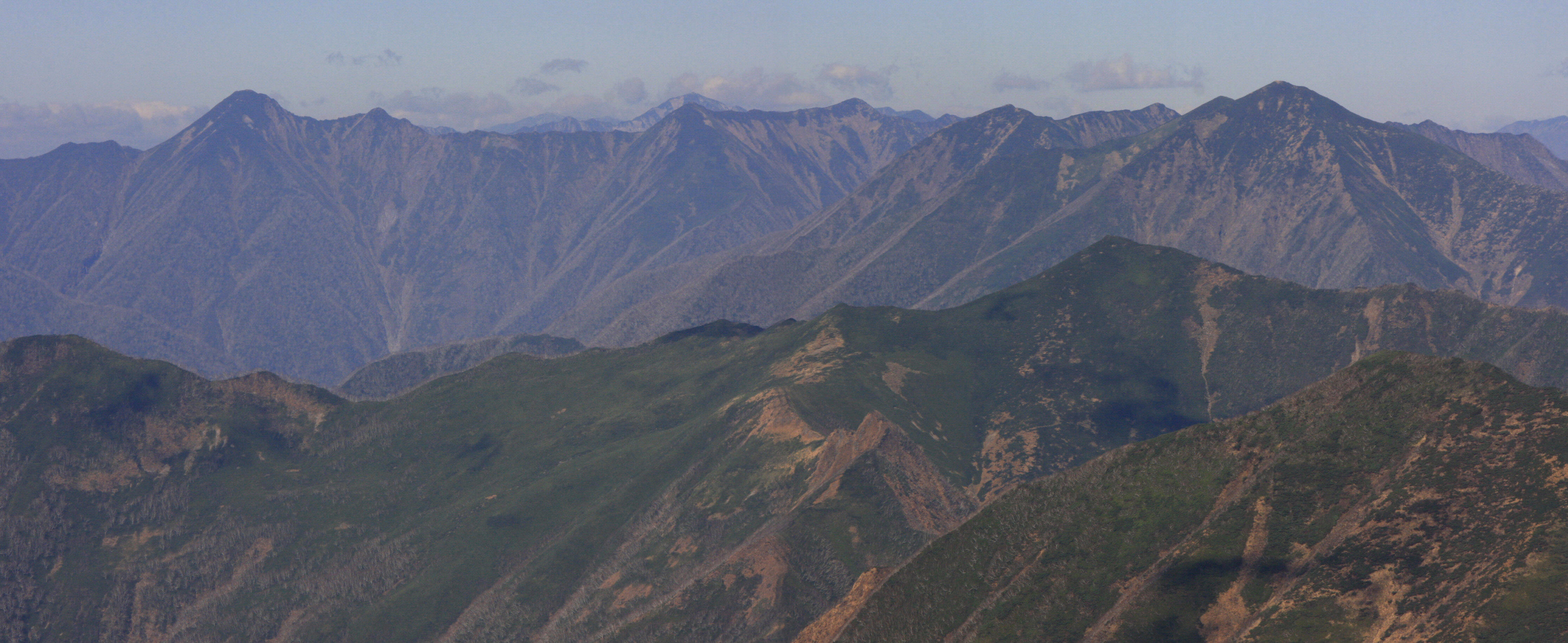
神威岳より遠望する中日高主稜線

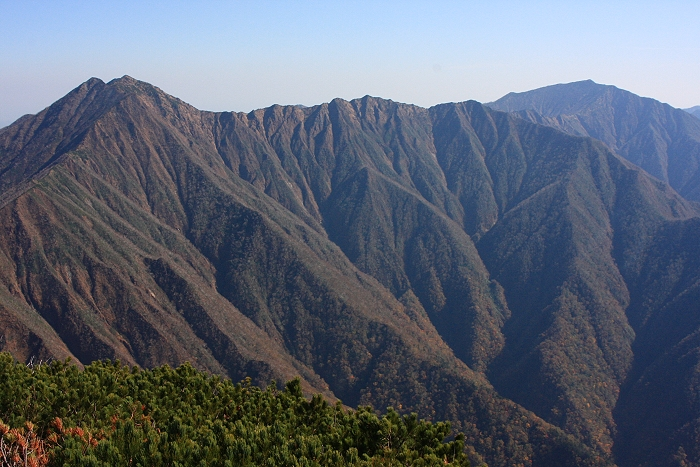
南日高三山:ソエマツ岳（左前）・ピリカヌプリ（右奥）

- ソエマツ岳 (1,625 m)
- ピリカヌプリ (1,630.8 m)
- 中ノ岳 (1,519 m)
- ベッピリガイ山 (1,307.6 m)